# アレクセイ・コヴァリョフ
アレクセイ・アナトリエヴィチ・コヴァリョフ (ロシア語: Алексей Анатольевич Ковалев、英語: Aleksey Anatolievich Kovalev、1963年9月15日 - ) は、ロシア連邦の考古学者、政治家。

## 経歴
1963年、ソビエト連邦のレニングラード生まれ。レニングラード大学歴史学部の考古学科で学び、1985年に卒業する。
1985～1988年、スヴォーロフ博物館 (ロシア語: Кобринский военно-исторический музей имени Александра Васильевича Суворова・現ベラルーシコブルィン) でガイドを務め、1988～1989年には企業コンサルタントを務める。1989～1992年、レニングラード考古学協会の理事。1993～2007年には、リハチョーフ記念ロシア文化自然遺産研究所 (Russian Heritage Institute Likhachev Russian Research Institute for Cultural and Natural Heritage) のサンクトペテルブルク支部の副所長を務めた。1996年よりドイツ考古学研究所 (ドイツ語: German Archaeological Institute) の準会員。

## 研究内容・業績
- ユーラシアの遊牧民の考古学を研究テーマとしている。
- 1986年9月に「レニングラードの歴史的および文化的記念碑救済のためのグループ」を設立し、文化遺産や歴史的建造物の保護活動に参加した。1990年からは政治家としても活動した。2006年から公正ロシアに参加し[1]、2021年5月に脱退して成長党に加わって活動した。ただし、2021年9月の選挙の結果当選せず、現在は研究活動に専念している。

## 著作
- コヴァリョフ A. A. , エルデネバータル D. 2021「The northern border of the Tangut state, XiXia: According to the archaeological evidence and written sources（タングートの国、西夏の北疆：考古学的証拠と史料にもとづいた）」『金大考古』80号、49-77頁. (https://doi.org/10.24517/00064491)
- Research gate著作

## 参考
- サンクトペテルブルク立法議会のプロフィール
- アレクセイ・コヴァリョフ：政治的考古学者